# Рајнхард Шулце
Рајнхард Шулце (Берлин, 29. јануар 1953) немачки је филолог и политиколог исламских наука. Студирао је оријенталне и исламске студије, романске језике и лингвистику на Универзитету у Бону, где је дипломирао 1976. године, а докторску дисертацију на тему побуне египатских фалахина одбранио је 1981. под менторством Вернера Шмукера и Стефана Вилда. Од 1982. до 1984. радио је као научни иноватор на одсеку за историју и културу Блиског истока у Хамбургу, потом током 1984. и 1985. као професор ваневропске историје у Есену, а од 1985. до 1987. као научни сарадник на Институту за оријенталистику у Бону. Био је стипендиран од стране Немачке истраживачке фондације, хабилитацију је стекао 1987. истраживачким радом на тему историје Светске муслиманске лиге (на предлог Шмукера). Следећих пет година радио је као професор оријенталне филологије у Бохуму, од 1992. до 1995. као професор исламских и арапских студија у Бамбергу, а од 1995. па надаљe био је ангажован на Универзитету у Берну. Његова дела, заједно с онима француског академика Жила Кепела, сматрају се научним парадигмама за савремени политички ислам (исламизам).

## Дела
- (језик: немачки) Die Rebellion der ägyptischen Fallahin 1919. Zum Konflikt zwischen der agrarisch-orientalischen Gesellschaft und dem kolonialen Staat in Ägypten 1820–1919. Baalbek, Berlin 1981 (дисертација, Универзитет у Бону, 1981).
- Islamischer Internationalismus im 20. Jahrhundert. Untersuchungen zur Geschichte der Islamischen Weltliga (на језику: де). 1990. ISBN 978-90-04-08286-1.. Brill, Leiden .  (хабилитација, Универзитет у Бону, 1987).
- (језик: немачки) „Das islamische achtzehnte Jahrhundert. Versuch einer historiographischen Kritik.”. Die Welt des Islams.. vol. 30. (1990), pp. 140.59.
- (језик: немачки) „Was ist die islamische Aufklärung?”. Die Welt des Islams.. vol. 36. (1996), pp. 276.25.
- Geschichte der islamischen Welt im 20. Jahrhundert. (на језику: де). 2002. ISBN 978-3-406-48873-3.. Beck, München 1994; Fassung.
- (језик: енглески) A Modern History of the Islamic World. London: I. B. Tauris. 1998. ISBN 978-1-86064-340-8.
- „Religiöser Pluralismus und europäischer Islam”.  (на језику: де). 2006. ISBN 978-3-8329-1934-4. Недостаје или је празан параметар |title= (помоћ). In: Robertson-von Trotha, Caroline Y. (ur.): Europa in der Welt – die Welt in Europa (= Kulturwissenschaft interdisziplinär/Interdisciplinary Studies on Culture and Society, vol. 1.), Baden-Baden.